# Міхай Божі
Міхай Божі (угор. Mihály Bozsi, 2 березня 1911 — 5 травня 1984) — угорський ватерполіст.
Олімпійський чемпіон 1936 року.